# DMXクルー

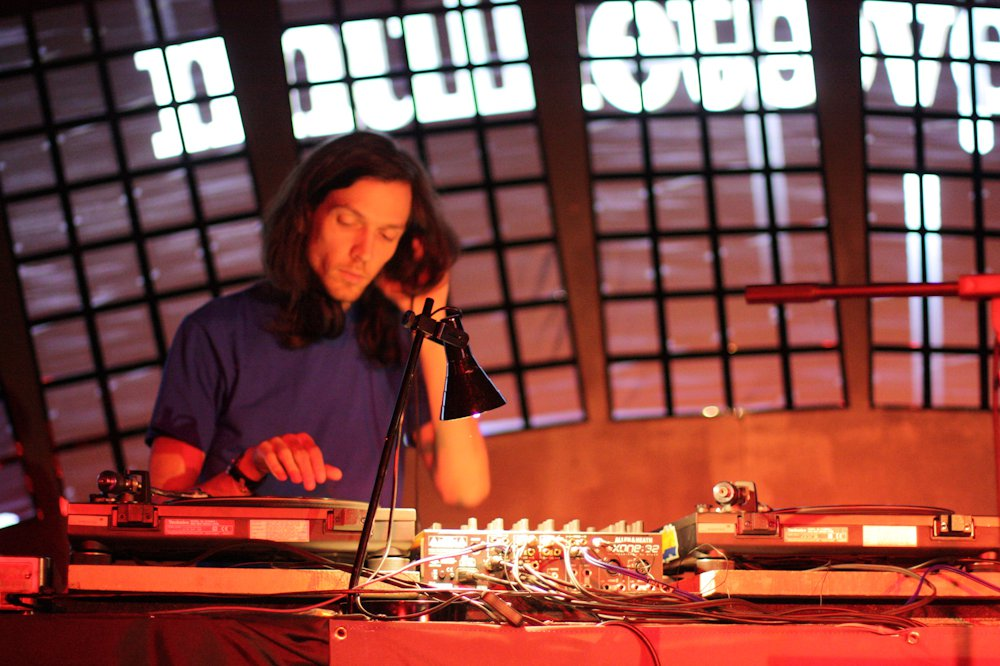
DMXクルー

DMXクルー(DMX Krew)のアーティスト名義での活動で最も知られるエド・アップトン（Ed Upton、生年月日不詳）は、イギリスのミュージシャンである。主にテクノ、特にエレクトロに分類される曲を多くリリースしている。

## 経歴
1994年にシングルをリリースした後、1996年に、リフレックス・レコーズからリリースされたデビューアルバムが、音楽シーンにて注目された第一歩である。その曲の特徴は、1980年代のニュー・ウェイヴ的な面も多く持ち、それによりDMXクルーがエレクトロにおける主要アーティストとして認識されるようになっていった。
リフレックス・レコーズからのリリースが中心であるが、自身でもレコードレーベルBreakin' Recordsを運営している。

## ディスコグラフィー

### アルバム
- Sound of the Street （1996年）
- Ffressshh! （1997年）
- Nu Romantix （1998年）
- We are DMX （1999年）
- The Collapse of the Wave Function LP （2004年）
- Turpitude of the Modern Soul（2005年）
- Kiss good bye（2005年）
- Wave:CD （2005年）

### シングル
- Got You on My Mind （1994年）
- Cold Rockin' with the Krew （1996年）
- DMX Bass/Rock Your Body （1997年）
- You Can't Hide Your Love （1997年）
- You Can't Hide Your Love Remixes （1997年）
- Adrenalin Flow （1998年）
- Party Beats （1998年）
- Showroom Dummies （1998年）
- Back to the Bass （1999年）
- Seedy Films （2002年）
- Soul Miner （2002年）
- The Collapse of the Wave Function Volume 1 （2004年）
- The Collapse of the Wave Function Volume 2 （2004年）
- Body Destruction （2005年）